# Echinodermata
Gli echinodermata (dal greco antico ἐχῖνος, echinos – riccio e δέρμα, derma – pelle) sono un phylum di deuterostomi marini. Il nome deriva dal fatto che essi spesso sono ricoperti da piastre calcaree. L'origine del phylum risale al Cambriano inferiore, le specie viventi sono circa 6 000.
Questo phylum si compone di cinque principali tipi di animali: stelle marine, ricci di mare, cetrioli di mare, stelle fragili e crinoidi.

## Caratteristiche
Sono organismi bilateri, da larve, mentre gli adulti presentano una simmetria radiale apparente, che è secondaria e parziale.
L'embrione è infatti a simmetria bilaterale e assomiglia a quello dei Cordati. Nel corso della crescita si ha poi uno sviluppo preponderante della porzione sinistra del corpo a spese della destra.
Tutti gli echinodermi esibiscono una struttura esterna a simmetria pentamera in qualche fase della vita: alcuni subiscono ulteriori modificazioni che ripristinano una simmetria bilaterale.
Il sistema nervoso è policentrico.
Gli echinodermi sono celomati deuterostomi strettamente affini a cordati ed emicordati.
In essi, non si differenzia una testa ed i loro corpi tondeggianti sono organizzati con un criterio simile a quello che si usa per costruire una ruota. Dal corpo di questi animali, si dipartono molte appendici di varia fattura. Il giglio di mare assomiglia ad una strana pianta. Esso aderisce al fondo del mare e cerca il cibo facendo ondeggiare i suoi lunghi tentacoli piumosi che possono rinchiudersi come i petali di un fiore. Il cetriolo di mare sta abitualmente appoggiato su un lato del suo corpo allungato e si muove strisciando alla stessa guisa di un verme. Le stelle marine hanno lunghe braccia appuntite. La Ophiothrix, mentre si muove strisciando sul fondo, agita le sue braccia simili a serpentelli.
La maggior parte degli echinodermi è ben protetta contro i predatori. Il loro corpo è rivestito di piastre calcaree e, benché questo rivestimento protettivo possa sembrare rigido, in realtà alcuni animali possono compiere molti movimenti. Gli echinodermi posseggono due diversi sistemi di difesa: gli aculei e i pedicelli.
Gli aculei del riccio di mare sono così lunghi e sottili che esso finisce col sembrare una palla irta di aghi. Proprio come la polvere si raccoglie tra le frange di un tappeto, detriti di varia natura possono fermarsi tra questi aculei. Quando un frammento o un piccolo animale si posa sopra un echinoderma, i pedicelli lo spostano. Soltanto il cetriolo di mare possiede piastre calcaree sparse nel derma che riveste il suo morbido corpo. Per la cattura del cibo, i cetrioli di mare proiettano fuori dal loro corpo dei tentacoli.
Gli echinodermi hanno, all'interno del corpo, un solo sistema di canali acquiferi, che servono loro per respirare, per catturare la preda e per la locomozione. L'acqua, entrando attraverso una piastra forata (piastra madreporica), passa attraverso un complicato sistema di canali connesso con piccoli pedicelli ambulacrali. Ogni pedicello si allarga a formare una piccola sacca o ampolla, mentre all'estremità termina con una ventosa. Siccome l'acqua viene forzata dentro e fuori dal pedicello, questo alternativamente aderisce al terreno quando è gonfio d'acqua e se ne distacca quando si contrae. Ogni animale possiede centinaia di pedicelli ambulacrali, che escono attraverso minuscoli fori del dermascheletro. Quando gli echinodermi si spostano su un fondo sabbioso, i pedicelli ambulacrali non funzionano; perché le ventose possano entrare in azione, occorre che l'animale si muova su un fondo duro, ad esempio roccioso. Le stelle di mare si servono delle ventose anche per aprire le conchiglie dei molluschi.
Gli echinodermi sono animali sprovvisti di occhi ma ugualmente capaci di recepire i segnali luminosi. Le estremità dei pedicelli ambulacrali rappresentano infatti anche la sede su cui sono disposte le cellule fotorecettrici, che cooperano in maniera sinergica e funzionano nel complesso come un unico grande occhio composto.
Quasi tutti questi animali si cibano di piccoli organismi presenti sul fondo del mare. Il cetriolo di mare ed il dollaro della sabbia inghiottono grandi quantità di sabbia, di cui digeriscono solo le particelle di sostanza organica in essa contenute. L'apparato digerente degli echinodermi è semplice e consta di una bocca posta sulla faccia inferiore del corpo dell'animale, mentre l'apertura anale si trova sulla faccia superiore, cioè in posizione diametralmente opposta alla bocca. La bocca e l'ano sono connessi da un tubo digerente. Gli echinodermi respirano per mezzo di tutte le parti assottigliate che sporgono all'esterno. Nei ricci di mare la respirazione avviene anche per mezzo di espansioni digitiformi a pareti sottili e cave dette branchie che si trovano sulla superficie ventrale ove sono presenti anche le pedicellarie.
Il sistema nervoso è rappresentato da un semplice anello di tessuto nervoso, che circonda la bocca e si divide in cordoni nervosi. Un fluido riempie la cavità del corpo e provvede ad irrorare gli organi. Negli echinodermi, si possono distinguere tre diverse parti del corpo; il tubo digerente, la cavità del corpo e la parete esterna.
I sessi sono separati e la fecondazione avviene nell'acqua. La larva degli echinodermi possiede una simmetria bilaterale e il suo sviluppo è molto diverso da quello delle larve degli invertebrati inferiori. Per questo gli echinodermi sono considerati animali alquanto evoluti ed in essi è già possibile stabilire relazioni di parentela con i cordati più primitivi.

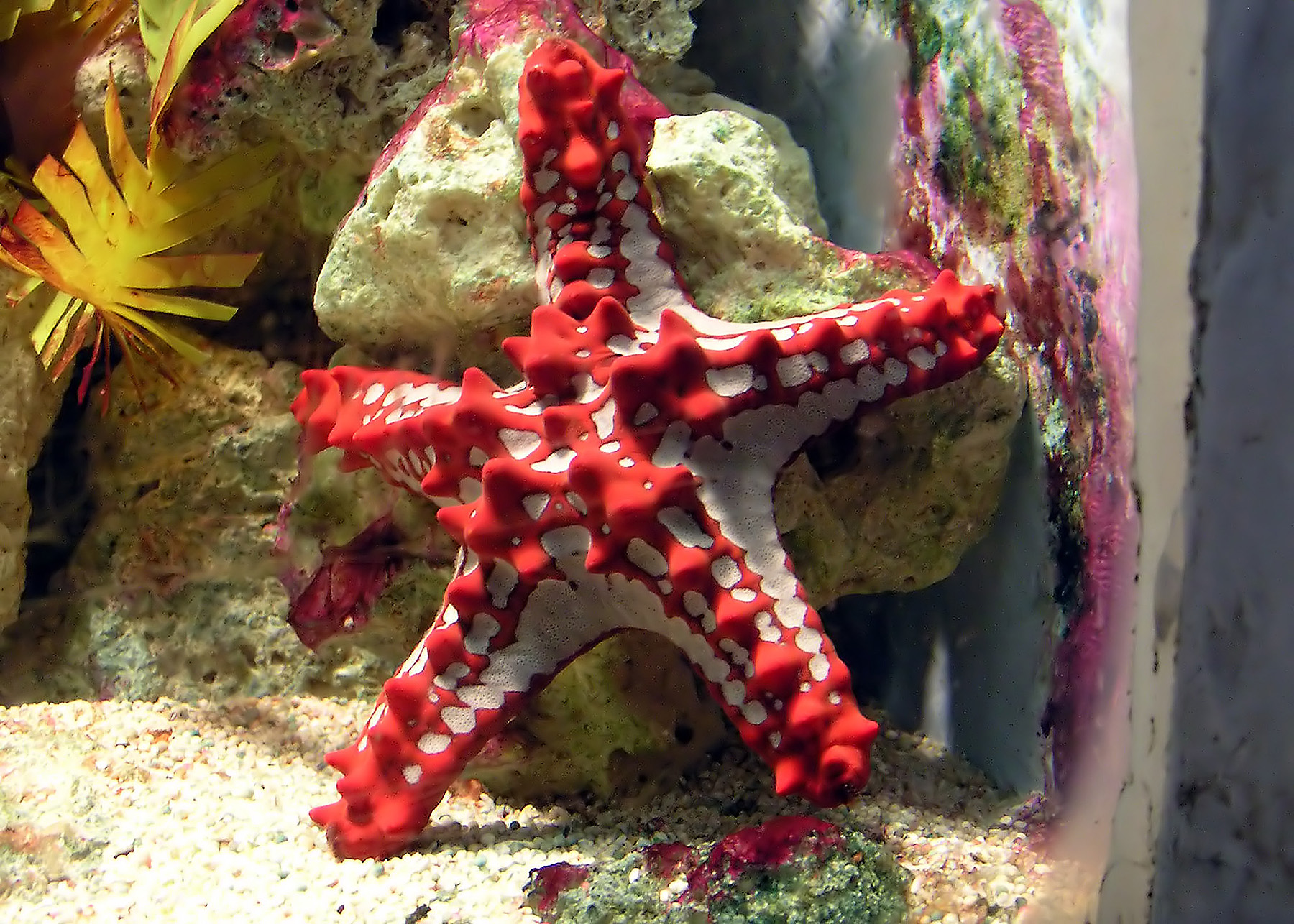
Una stella di mare.
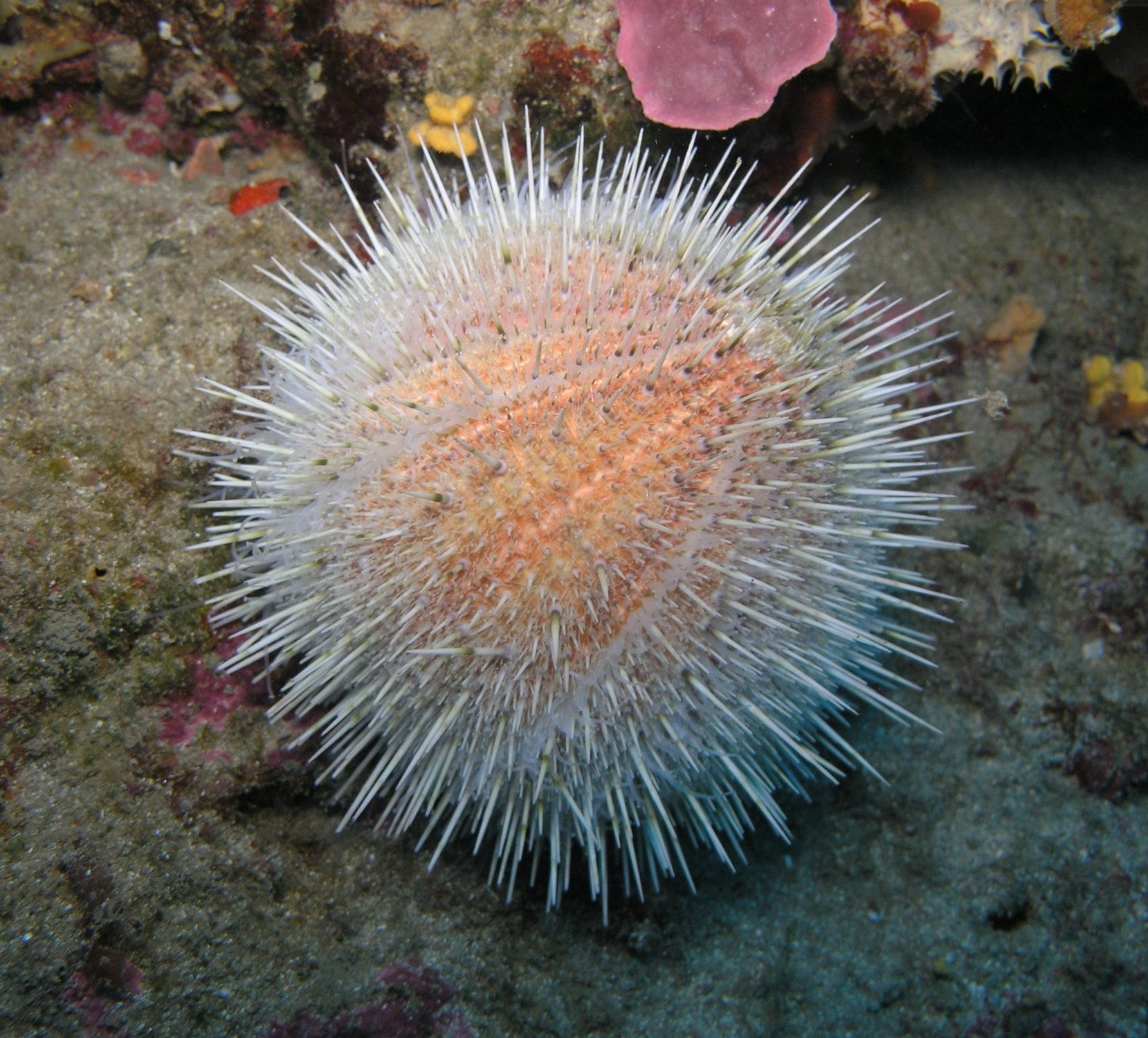
Un riccio di mare.
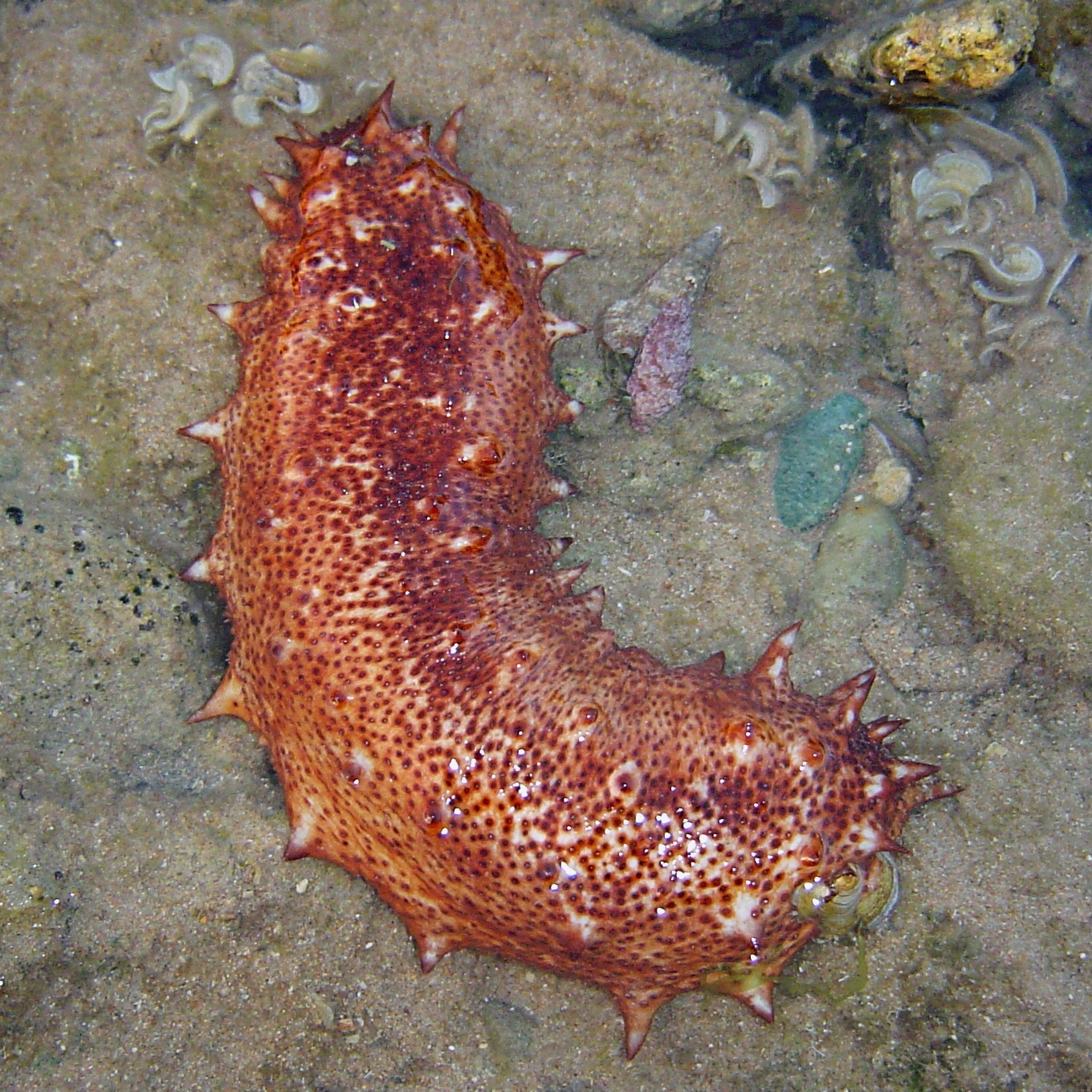
Un cetriolo di mare.
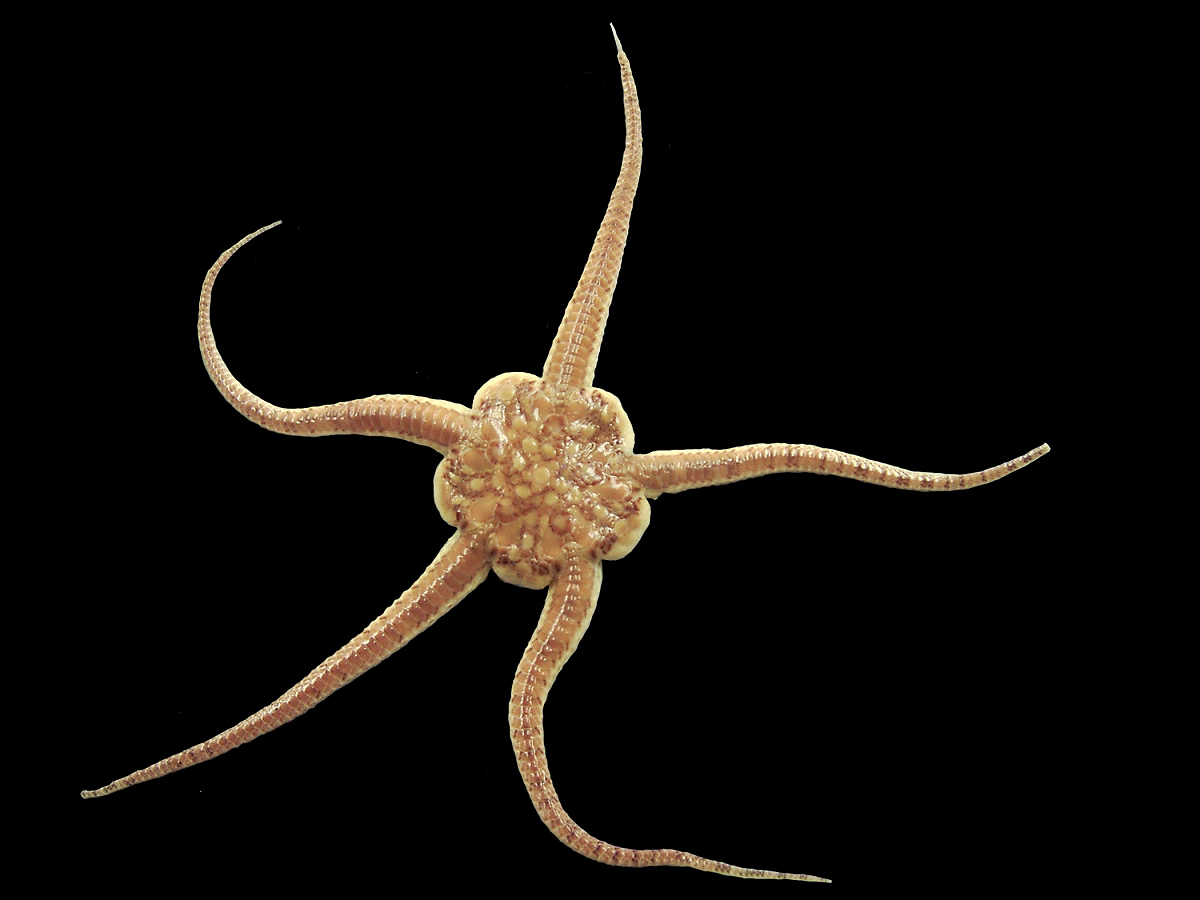
Una stella serpentina.
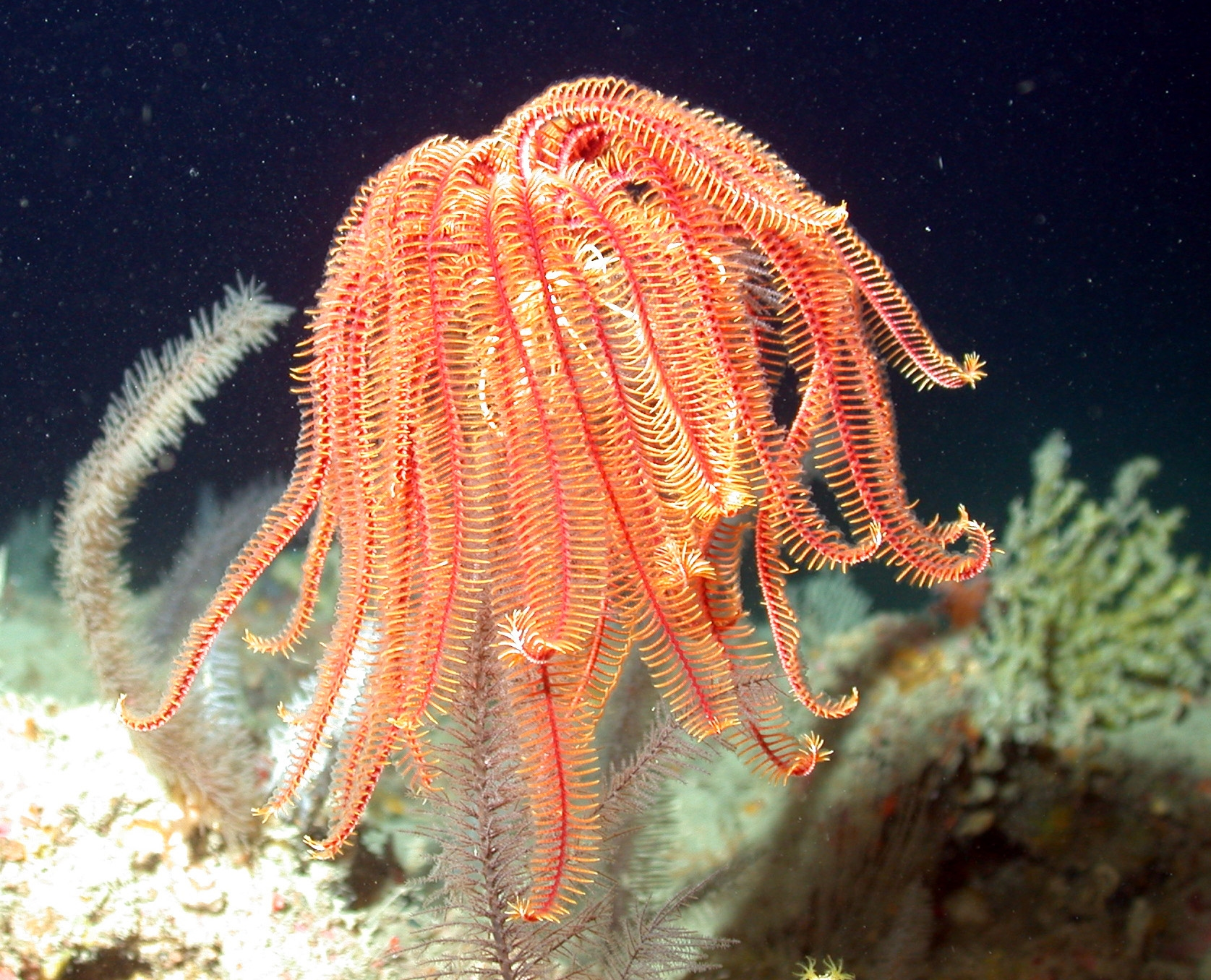
Un crinoide.

## Tassonomia
- Subphylum Eleutherozoa Bather, 1900
  - Superclasse Asterozoa von Zittel, 1895 (animali a stella)
    - Classe Asteroidea de Blainville, 1830 (stelle marine)
    - Classe Ophiuroidea Gray, 1840 (stelle serpentine)
    - Classe †Somasteroidea Spencer, 1951

  - Superclasse Echinozoa von Zittel 1895 (animali a riccio di mare)
    - Classe Echinoidea Leske, 1778 (ricci di mare)
    - Classe Holothuroidea de Blainville, 1834 (cetrioli di mare)
- Subphylum Crinozoa Matsumoto, 1929
  - Classe Crinoidea Miller, 1821 (gigli di mare)